# Höringhausen (Meschede)
 Höringhausen ist ein Ortsteil der Stadt Meschede im Hochsauerlandkreis.

## Geografie
Der Ort liegt an der L 740 und der Kleinen Henne rund acht Kilometer südöstlich von Meschede und rund zwei Kilometer westsüdwestlich des Berges Goldener Strauch. Angrenzende Orte sind Bonacker, Drasenbeck, Frielinghausen  und Köttinghausen. Ein Kilometer östlich von Höringhausen liegt das Naturschutzgebiet Hockenstein.

## Geschichte
In „Heerinchusen“ befand sich im 14. Jahrhundert eine Hufe des Stiftes Meschede. Frühe Anhaltspunkte über die Größe des Ortes ergeben sich aus einem Schatzungsregister für das Jahr 1543. Demnach gab es in „Herminckhuißen“ drei Schatzungspflichtige; die Zahl dürfte mit den damals vorhandenen Höfen bzw. Häusern übereingestimmt haben.
Seit der Neugliederung durch das Sauerland/Paderborn-Gesetz zum 1. Januar 1975 gehört Höringhausen zum Hochsauerlandkreis und ist ein Ortsteil der Stadt Meschede.